# Unione italiana Qwan Ki Do
L'Unione italiana Qwan Ki Do è l'organizzazione nazionale che in Italia si occupa di diffondere il Qwan Ki Do. È stata fondata nel 1981 dal Maestro Roberto Vismara, discepolo diretto del Maestro Pham Xuan Tong e direttore tecnico nazionale italiano.
L'Unione Italiana Qwan Ki Do è presente in diverse regioni italiane: Lombardia, Piemonte, Liguria, Trentino-Alto Adige, Veneto, Emilia-Romagna, Toscana e Lazio.